# Europas Grand Prix 2010
Europas Grand Prix 2010, officiellt 2010 Formula 1 Telefónica Grand Prix of Europe, var en Formel 1-tävling som hölls den 27 juni 2010 på Valencia Street Circuit i Valencia, Spanien. Det var den nionde tävlingen av Formel 1-säsongen 2010 och kördes över 57 varv. Vinnare av loppet blev Sebastian Vettel för Red Bull, tvåa blev Lewis Hamilton för McLaren, och trea blev Jenson Button, även han för McLaren.

## Kvalet
| KR. | Nr | Förare             | Konstruktör          | Q1       | Q2       | Q3       | Grid |
| --- | -- | ------------------ | -------------------- | -------- | -------- | -------- | ---- |
| 1   | 5  | Sebastian Vettel   | Red Bull-Renault     | 1.38,324 | 1.38,015 | 1.37,587 | 1    |
| 2   | 6  | Mark Webber        | Red Bull-Renault     | 1.38,549 | 1.38,041 | 1.37,662 | 2    |
| 3   | 2  | Lewis Hamilton     | McLaren-Mercedes     | 1.38,697 | 1.38,158 | 1.37,969 | 3    |
| 4   | 8  | Fernando Alonso    | Ferrari              | 1.38,472 | 1.38,179 | 1.38,075 | 4    |
| 5   | 7  | Felipe Massa       | Ferrari              | 1.38,657 | 1.38,046 | 1.38,127 | 5    |
| 6   | 11 | Robert Kubica      | Renault              | 1.38,132 | 1.38,062 | 1.38,137 | 6    |
| 7   | 1  | Jenson Button      | McLaren-Mercedes     | 1.38,360 | 1.38,399 | 1.38,210 | 7    |
| 8   | 10 | Nico Hülkenberg    | Williams-Cosworth    | 1.38,843 | 1.38,523 | 1.38,428 | 8    |
| 9   | 9  | Rubens Barrichello | Williams-Cosworth    | 1.38,449 | 1.38,326 | 1.38,428 | 9    |
| 10  | 12 | Vitalij Petrov     | Renault              | 1.39,004 | 1.38,552 | 1.38,523 | 10   |
| 11  | 16 | Sébastien Buemi    | Toro Rosso-Ferrari   | 1.39,096 | 1.38,586 |          | 11   |
| 12  | 4  | Nico Rosberg       | Mercedes             | 1.38,752 | 1.38,627 |          | 12   |
| 13  | 14 | Adrian Sutil       | Force India-Mercedes | 1.39,021 | 1.38,851 |          | 13   |
| 14  | 15 | Vitantonio Liuzzi  | Force India-Mercedes | 1.38,969 | 1.38,884 |          | 14   |
| 15  | 3  | Michael Schumacher | Mercedes             | 1.38,994 | 1.39,234 |          | 15   |
| 16  | 22 | Pedro de la Rosa   | BMW Sauber-Ferrari   | 1.39,003 | 1.39,264 |          | 16   |
| 17  | 17 | Jaime Alguersuari  | Toro Rosso-Ferrari   | 1.39,128 | 1.39,548 |          | 17   |
| 18  | 23 | Kamui Kobayashi    | BMW Sauber-Ferrari   | 1.39,343 |          |          | 18   |
| 19  | 18 | Jarno Trulli       | Lotus-Cosworth       | 1.40,658 |          |          | 19   |
| 20  | 19 | Heikki Kovalainen  | Lotus-Cosworth       | 1.40,882 |          |          | 20   |
| 21  | 25 | Lucas di Grassi    | Virgin-Cosworth      | 1.42,086 |          |          | 21   |
| 22  | 24 | Timo Glock         | Virgin-Cosworth      | 1.42,140 |          |          | 22   |
| 23  | 20 | Karun Chandhok     | HRT-Cosworth         | 1.42,600 |          |          | 23   |
| 24  | 21 | Bruno Senna        | HRT-Cosworth         | 1.42,851 |          |          | 24   |

| Vidare från första kvalrundan ▬▬ Vidare från andra kvalrundan ▬▬ |

## Loppet
| Pos. | Nr | Förare             | Konstruktör          | Varv | Tid             | Grid | P  |
| ---- | -- | ------------------ | -------------------- | ---- | --------------- | ---- | -- |
| 1    | 5  | Sebastian Vettel   | Red Bull-Renault     | 57   | 1:40.29,571     | 1    | 25 |
| 2    | 2  | Lewis Hamilton     | McLaren-Mercedes     | 57   | +5,042          | 3    | 18 |
| 3    | 1  | Jenson Button      | McLaren-Mercedes     | 57   | +12,6581        | 7    | 15 |
| 4    | 9  | Rubens Barrichello | Williams-Cosworth    | 57   | +25,6271        | 9    | 12 |
| 5    | 11 | Robert Kubica      | Renault              | 57   | +27,1221        | 6    | 10 |
| 6    | 14 | Adrian Sutil       | Force India-Mercedes | 57   | +30,1681        | 13   | 8  |
| 7    | 23 | Kamui Kobayashi    | BMW Sauber-Ferrari   | 57   | +30,965         | 18   | 6  |
| 8    | 8  | Fernando Alonso    | Ferrari              | 57   | +32,809         | 4    | 4  |
| 9    | 16 | Sébastien Buemi    | Toro Rosso-Ferrari   | 57   | +36,2991        | 11   | 2  |
| 10   | 4  | Nico Rosberg       | Mercedes             | 57   | +44,382         | 12   | 1  |
| 11   | 7  | Felipe Massa       | Ferrari              | 57   | +46,621         | 5    |    |
| 12   | 22 | Pedro de la Rosa   | BMW Sauber-Ferrari   | 57   | +47,4141        | 16   |    |
| 13   | 17 | Jaime Alguersuari  | Toro Rosso-Ferrari   | 57   | +48,239         | 17   |    |
| 14   | 12 | Vitalij Petrov     | Renault              | 57   | +48,2871        | 10   |    |
| 15   | 3  | Michael Schumacher | Mercedes             | 57   | +48,826         | 15   |    |
| 16   | 15 | Vitantonio Liuzzi  | Force India-Mercedes | 57   | +50,8901        | 14   |    |
| 17   | 25 | Lucas di Grassi    | Virgin-Cosworth      | 56   | +1 varv         | 21   |    |
| 18   | 20 | Karun Chandhok     | HRT-Cosworth         | 55   | +2 varv         | 23   |    |
| 19   | 24 | Timo Glock         | Virgin-Cosworth      | 55   | +2 varv2        | 22   |    |
| 20   | 21 | Bruno Senna        | HRT-Cosworth         | 55   | +2 varv         | 24   |    |
| 21   | 18 | Jarno Trulli       | Lotus-Cosworth       | 53   | +4 varv         | 19   |    |
| Ret  | 10 | Nico Hülkenberg    | Williams-Cosworth    | 49   | Avgssystem      | 8    |    |
| Ret  | 19 | Heikki Kovalainen  | Lotus-Cosworth       | 8    | Kollisionsskada | 20   |    |
| Ret  | 6  | Mark Webber        | Red Bull-Renault     | 8    | Kollision       | 2    |    |

| Förare och stall som tog poäng ▬▬ |

- ^1  — Button, Barrichello, Kubica, Sutil, Buemi, de la Rosa, Petrov och Liuzzifick vardera 5 sekunders tidstillägg för att ha kört för fort vid Safety Car. Hülkenberg blev också straffad men hade då redan avbrutit.[1]
- ^2  — Glock fick 20 sekunder tidstillägg för att ha missat blåflagg.[1]

## Ställning efter loppet
| Pos. | Förare           | Poäng |
| ---- | ---------------- | ----- |
| 1    | Lewis Hamilton   | 127   |
| 2    | Jenson Button    | 121   |
| 3    | Sebastian Vettel | 115   |
| 4    | Mark Webber      | 103   |
| 5    | Fernando Alonso  | 98    |

| Pos. | Konstruktör      | Poäng |
| ---- | ---------------- | ----- |
| 1    | McLaren-Mercedes | 248   |
| 2    | Red Bull-Renault | 218   |
| 3    | Ferrari          | 165   |
| 4    | Mercedes         | 109   |
| 5    | Renault          | 89    |

- Notering: Endast de fem bästa placeringarna i vardera mästerskap finns med på listorna.